# 王博文 (宋朝)
王博文（10世纪—1038年），字仲明，曹州济阴（山东省菏泽市）人，北宋大臣。
王博文祖父王谏，在宋太宗藩邸供职，官至西京作坊副使。王博文十六岁时，善属文，在开封府试举进士，以回文诗一百篇答卷，人称“王回文”。淳化三年（992年），宋太宗亲试进士，因为年少没有录取。后王谏在庐州官任上去世，庐州知州刘蒙叟替王博文奏请，召他到舍人院考试，担任安丰主簿，历任南丰尉，有能干之名。调任南剑州军事推官，改任大理寺丞，监荆南榷货务，转任殿中丞。陈尧咨推荐他，在中书考试，赐进士第，擢升为知濠州，历知真州。宋真宗到亳州，任命他权江、淮制置司事。改任监察御史、梓州路转运使。因病请出知海州，改任密州。靠着海有盐场，当年饥荒，民多盗卖，官吏抓住后就处以死刑。王博文请松弛盐禁，等待丰收时再恢复，宋真宗听从。任命他为殿中侍御史。
天禧年间，朱能、王先在长安伪造《乾祐天书》，事发，朱能失败而死，王先与他的徒众就擒，诏命王博文前往调查审问。王博文只处理首恶，胁从者七人，都得以减罪论处。还京为开封府判官，之后为母丁忧。
王博文年幼丧父，其母张氏改嫁韩氏。王博文在朝，认为儿子不能断绝母礼，请恩封母亲。母亲去世，又认为古制作为父亲的后代不为改嫁的母亲服丧，于是废除宗庙之祭。现在去世的人都被祭祀，不妨碍穿丧服。于是请免官服丧，当时时议认为以丧而祭是为非礼。服除，担任三司户部判官。出任河北转运使，转任侍御史、陕西转运使。
内属羌人撒逋渴率领部落数千帐叛宋，然后又侵扰原州柳泉镇、环州鹁鸽泉砦，梧州刺史杜澄、内殿崇班赵世隆战死。王博文弹劾内侍都知周文质、押班王怀信身为泾原、环庆两路钤辖，率领重兵驻守大拔砦，轻敌逗留，耗用边费，请用曹玮、田敏替代。既而周文质、王怀信获罪，遂以曹玮知永兴军，节制边事。曹玮得病不能成行，又用田敏为泾原路总管，于是平定羌人。
王博文升任尚书兵部员外郎，为三司户部副使，再转任户部郎中、龙图阁待制、判吏部流内铨、权发遣三司使事。和监察御史崔暨、内侍罗崇勋一起审理真定府曹汭的案件。还京，权知开封府，进升为龙图阁直学士、知秦州。被走马承受贾德昌毁谤，转任凤翔府，又转任永兴军。次年，贾德昌因贪赃获罪，王博文改任枢密直学士，再知秦州。
沿边逃亡军民被归附朝廷的羌户收为奴役，也有送给远方羌人换取羊马，于是常有数百人失踪。擒获生羌，就用锦袍、银带、茶绢赏赐。其中有自己回来的，而中途被西夏人抓住，无法辨明，御史都按法律处斩。王博文于是派遣熟悉边事之人，秘密持信纸前去招抚，说明只要他们回来就赦免其罪，于是一年中免于处死的人很多。朝廷把他的方式推广到其他各路。
他又说河西回鹘很多通过互市安家在秦、陇之间，请全部遣送出境，戒令守臣严密审察。再转任右谏议大夫，以龙图阁学士复知开封府。都城权贵住宅侵占街道，王博文按户籍制作确定街道的表木，命左右判官拆除违规建筑，一个多月完毕。出知大名府，转任给事中。宝元元年（1038年）三月召回京城权三司使，同知枢密院事，一个月后卒。宋仁宗亲自祭奠，赠官尚书吏部侍郎。
王博文以吏事出身，多次出任繁重的职务，为政平恕，常对儿子说：“我平素断决罪犯，处罚流刑，未尝不暗中挑选水土好的地方安置他们，你们要记住。”但是处理曹汭的案子，议者都说王博文迎合刘太后旨意，纵容罗崇勋罗织罪状。其子王畴。